# Енергия (ракета)
Вижте пояснителната страница за други значения на Енергия.
„Енергия“ (рус. „Энергия“) е съветска ракета носител, разработена от конструкторското бюро „Енергия“ с цел изстрелване на тежки товари в ниска околоземна орбита, както и за изстрелване на совалката „Буран“. Първата конструкция има възможност за изстрелване на 100 тона, а за бъдещите варианти са били планирани до 175 тона – повече дори от американската „Сатурн V“.
Програмата по създаването на т. нар. Универсална ракетно-космическа транспортна система „Расвет“ (рус. рассвет – разсъмване) започва с постановление на Съвета на министрите на СССР от 17 февруари 1976 г. по указания на ЦК на КПСС. Впоследствие тя е преименувана на „Енергия“.
Първото изстрелване е осъществено през 1987 година, когато е изстрелян спътникът „Полюс“ на съветското министерство на отбраната. Спътникът е изведен в ниска околоземна орбита успешно, но не успява да достигне планираната си орбита поради повреда в собствените си системи. През 1988 г. е осъществено изцяло автоматично изстрелване на „Буран“, включващо дистанционно приземяване на апарата.
„Енергия“ се счита за най-сложната и мощна ракетна система. За разработката ѝ са отделени десетки милиарди рубли, като се спекулира, че това е една от причините, довели до краха на съветската икономика в края на 80-те години на XX век.
Разработката на системата „Енергия“-„Буран“ започва през 1976 г. след прекъсването на програмата Н-1 (руската „лунна ракета“). „Енергия“ се налага за разлика от системата „Вулкан“, базирана на „Протон“, но с по-големи размери и използваща скъпи горива. Много от съоръженията на Н1 биват използвани за построяванието на „Енергия“, като например халето за хоризонтално сглобяване.
Планирани са три основни конфигурации на ракетата в зависимост от броя на ускорителите, монтирани по периферията на основния резервоар. „Енергия М“ е базовата конфигурация, имаща два ускорителя „Зенит“, които имат само един двигател РД-0120 вместо два. „Енергия М“ е лансирана като наследник на „Протон“, но през 1993 г. се взима решение за производството на „Ангара“. „Енергия-2“ е планирана като изцяло повторно използваема ракета, като на основния резервоар са монтирани криле, позволяващи му да се приземи подобно на совалката. Последната конфигурация е „Вулкан“ или „Херкулес“. При тази конфигурация са монтирани осем ускорителя „Зенит“, а товарът е „Енергия-М“, която от своя страна има два отделни ускорителя. Тази най-мощна конфигурация е разчетена за 175 тона товар до ниска околоземна орбита. При стандартната конфигурация, която всъщност бива изстреляна през 1987 и 1988 г., са монтирани четири ускорителя „Зенит“, като до орбита могат да бъдат издигнати до 100 тона товар.
Сумарната тяга на двигателите на 1-ва и 2-ра степен в стандартна конфигурация е 3550 тона. Общата дължина на конструкцията е 58,76 метра. Диаметърът на втората степен е 7,75 m, а дължината ѝ – 58,76 m. Диаметърът на ускорителите на първата степен е 3,9 m, дължината им е 39,46 m. Стартовата маса на системата е 2400 тона.
Осъществени са само два пуска на системата. След разпадането на Съветския съюз високите разходи по производството не могат да бъдат поети и програмите „Енергия“ и „Буран“ са спрени. Технологии от „Енергия“ обаче продължават да се използват, като например ускорителите „Зенит“ на ракетата. Модифицирана версия на двигателя РД-170 – РД-180 се използва в американските ракети „Атлас 5“.
Конструкторско бюро „Енергия“ се трансформира в корпорация под името „С. П. Корольов ракетна и космическа корпорация Енергия“